# Castillo Sorghvliedt
El castillo Sorghvliedt es una edificación en Bélgica.

## Historia
Sus orígenes se remontan a los siglos XV y XVI. Originalmente era una granja llamada Wickelynde, propiedad del comerciante Jean Plaquet y su esposa María Leydeckers. En 1660 pasó a manos de la familia du Bois. De 1745 a 1750 fue completamente reconstruido por Arnold du Bois. La estructura de estilo rococó fue diseñada por el arquitecto Jan Pieter van Baurscheit the Younger (1699-1768). El castillo y el parque circundante fueron adquiridos por la ciudad de Hoboken en 1937. Se convirtió en el ayuntamiento en 1940. A partir de 1983, tras la ampliación de Amberes, el castillo se convirtió en el ayuntamiento de Hoboken.
En el parque hay un invernadero y un mirador sobre una colina artificial. El castillo está abierto al público de 9:00 a 13:00 horas de lunes a viernes, pero cerrado los días festivos.
El castillo es un monumento protegido bajo el decreto de protección número 0559 del boletín oficial de Bélgica emitido el 6 de noviembre de 1968.